# Pogány Margit
Pogány Margit (Hamburg, Német Birodalom, 1919. november 15. – Budapest, Magyar Népköztársaság, 1986. május 9.) magyar színésznő.

## Életpálya
Hamburgban született 1919. november 15-én. Édesapja Pogány György operaénekes volt. 1934-ben végzett az Országos Magyar Királyi Színművészeti Akadémián. Először a Bethlen-téri Színpadhoz, illetve a Magyar Színházhoz szerződött. Ezután a debreceni Csokonai Színházban majd a Pécsi Nemzeti Színházban, Kolozsváron és a Szegedi Nemzeti Színházban játszott. 1943 tavaszán és nyarán Mohácson és Baján szerepelt. 1943 őszétől a Vígszínház tagja volt. A negyvenes évek második felében a Medgyaszay Színházban és a Fővárosi Operettszínházban, a Pódium Kabaréban lépett fel. Az ötvenes években az Úttörő Színházban, az Ifjúsági Színházban és a József Attila Színházban játszott. 1960-tól a Tarka Színpad, 1964–1966 között a Madách Színház színésznője volt. 1970-ig a Bartók Gyermekszínházban szerepelt, majd ismét a Fővárosi Operettszínház művésze volt. Leginkább karakter- és epizódszerepeket alakított. 1986. május 9-én hunyt el.

## Színházi szerepeiből
- Szirmai Rezső – Rozsnyai Vilmos – Rozványi Vilmos: Főúr, fizetek!...Bárhölgy
- Ossip Dymow: Joske...Menyasszony
- Peti Sándor – Vértess Lajos: Katz bácsi...Kati
- Nóti Károly: Nyitott ablak...Joli
- William Shakespeare: Rómeó és Júlia...Júlia
- Jacques Deval: Francia szobalány...Phillis
- Makszim Gorkij: Kispolgárok...Egy asszony
- Borisz Romasov: Mindenkivel megtörténik...Darja Ivanovna
- Csiky Gergely: Nagymama...Langó Seraphine, nevelőnő
- Móricz Zsigmond: Légy jó mindhalálig...Gazdaaszony
- Molnár Ferenc: Liliom...Muskátné
- Federico García Lorca: Yerma...Hatodik mosóasszony
- Rácz György – Behár György – Nádasi László – Gál Zsuzsa: Játsszunk valami mást!...Első néző
- Erdődy János – Innocent-Vincze Ernő – Horváth Jenő – Tamássy Zdenko: Űrmacska...Lokáltulajdonosnő
- Charles Dickens – Ádám Ottó: Copperfield Dávid...Emma
- Kolozsvári Grandpierre Emil: 	A csillagszemű...Dócziné, Jankó és Fruzsina anyja
- Hegedüs Géza: Mátyás király Debrecenben...Borossné
- Kinizsi Andor – Kárpáthy Gyula: Az óbudai barlang...Szűcsné
- Hervé: Nebáncsvirág...Kapusnő
- Jacobi Viktor – Martos Ferenc – Bródy Miksa: Sybill...Tanárnő
- Fényes Szabolcs – Békeffi István – G. Dénes György: A kutya, akit Bozzi úrnak hívtak...Marisa

## Filmek, tv
- Zörgetnek az ablakon (1943)
- Tanya a viharban (1958)
- Ne éljek, ha nem igaz! (1962) Mixernő
- Színészek a porondon (Cirkuszrevü) (1963)
- Hűség (1964)
- Tűvétevők (1966) II. asszony
- Mondd a neved (1967) Kovácsné
- Család ellen nincs orvosság...?! (1968)
- Vigyori (1968)
- Egyszerű kis ügy (1969)
- Állványokon (1972)
- Házasságtörés (1972)
- Színész fénykép (1972)
- Dorottya, vagyis a dámák diadala a fárságon (1973) Abelgunda
- Nász a hegyen (1974)
- Robog az úthenger (sorozat) Háromnapos ünnep című rész (1976)
- Kántor (sorozat) Külvárosi őrszoba című rész (1976)
- Megtörtént bűnügyek (sorozat) Azon az éjszakán című rész (1976)
- Segítsetek, segítsetek! (1977)
- Hívójel (1979)
- Mint oldott kéve (sorozat) Magyarország 1848-1849 című rész (1983) Magdusa
- Napos oldal (1983)
- A piac (1983)
- Örökkön-örökké (1984)
- Linda (sorozat)  Oszkár tudja című rész (1984) Kamilla
- Felhőjáték (1984)
- Tizenötezer pengő jutalom (1985)

## Díjak, elismerések
- Légrády Károly ösztöndíj 1936. (A legjobb vidéki színésznő)